# Regner
Die Weißweinsorte Regner ist eine Neuzüchtung aus einer Kreuzung von Muscat d’Eisenstadt und Müller-Thurgau. Die Kreuzung erfolgte 1929 durch Georg Scheu in der Landesanstalt für Rebenzüchtung Alzey in Rheinhessen. Die ursprünglichen Angaben von Georg Scheu, es handele sich um eine Kreuzung von Gelbe Seidentraube (Luglienca bianca) x Gamay früh, konnten in der Zwischenzeit durch DNA-Analyse widerlegt werden. Die Sorte wurde der langjährigen Mitarbeiterin von Georg Scheu, Fräulein Anne-Marie Regner, gewidmet. Der Sortenschutz sowie die Eintragung in die Sortenliste erfolgte 1978.
Im Jahr 2019 waren in Deutschland ca. 12 Hektar mit der Sorte Regner bestockt, nachdem im Jahr 2001 noch 124 Hektar erhoben wurden. Die Rebflächen liegen hauptsächlich in der Pfalz und in Rheinhessen. Sie ist auch in Brasilien, Kanada, Österreich und Ungarn zugelassen. 
Der eher säurearme, blumige und gelbgrüne Wein hat einen leichten Muskatton; er erinnert an Müller-Thurgau. Aufgrund der niedrigen Säurewerte (→ Säure (Wein)) sind die Weißweine manchmal etwas flach und ergeben daher im kühlen Weinbauklima ansprechendere Ergebnisse.
Siehe auch die Artikel Weinbau in Deutschland, Weinbau in Kanada, Weinbau in Österreich, Weinbau im Vereinigten Königreich und Weinbau in Ungarn sowie die Liste von Rebsorten.
Synonym: Zuchtstammnummer Az 10378 oder Alzey 10378
Abstammung: Muscat d’Eisenstadt x Müller-Thurgau

## Verbreitung
Die Rebflächen in Deutschland verteilen sich wie folgt auf die einzelnen Anbaugebiete:
| Weinbaugebiet          | Rebfläche (Hektar) |
| Ahr                    | -                  |
| Baden                  | -                  |
| Franken                | -                  |
| Hessische Bergstraße   | -                  |
| Mittelrhein            | -                  |
| Mosel                  | 0                  |
| Nahe                   | 0                  |
| Pfalz                  | 0                  |
| Rheingau               | 0                  |
| Rheinhessen            | 12                 |
| Saale-Unstrut          | 0                  |
| Sachsen                | 0                  |
| Stargarder Land        | 0                  |
| Württemberg            | 0                  |
| TOTAL Deutschland 2019 | 12                 |

Quelle: Statistisches Bundesamt (2021): Land- und Forstwirtschaft, Fischerei. Landwirtschaftliche Bodennutzung – Rebflächen. Fachserie 3 Reihe 3.1.5.